# Badaling
Badaling (kitajsko: 八达岭; pinjin: Bādálǐng) je lokacija najbolj obiskanega dela Kitajskega zidu, približno 80 kilometrov severozahodno od središča Pekinga, v mestu Badaling, okrožje Jančing, občina Peking. Del zidu, ki poteka skozi območje, je bil zgrajen leta 1504 v času dinastije Ming, skupaj z vojaško postojanko, ki odraža strateški pomen lokacije. Najvišja točka Badalinga je Beibalou (北八樓), približno 1015 metrov nadmorske višine.
Veliki zid Badaling je bil zgrajen v času dinastije Ming (1505), da bi imel poveljniški in strateški položaj za zaščito prelaza Džujonguan (del Kitajskega zidu Džujonguan) na jugu, s čimer je dodatno zaščitil mesto Peking.
Del zidu v Badalingu je bil obnovljen in leta 1957 je bil prvi del zidu, ki je bil odprt za turiste. Danes ga vsako leto obiščejo milijoni ljudi, neposredna okolica pa je doživela pomemben razvoj, vključno s hoteli, restavracijami in žičnico.

## Mesto Badaling
Mesto Badaling (poenostavljeno kitajsko: 八达岭镇; tradicionalno kitajsko: 八達嶺鎮; pinjin: Bādálǐng Zhèn) je mesto v jugozahodnem delu okrožja Jančing v Pekingu. Na severu meji na mesti Kangdžuang in Dajušu, na vzhodu na mesto Džingdžuang, na jugovzhodu na mesto Nankou in na zahodu na mesto Donghuajuan. Leta 2020 je imelo 10.024 prebivalcev.
Ime izvira iz Badalinga, znanega dela Kitajskega zidu, ki se nahaja južno od mesta.
Mesto Badaling leži ob vznožju gore Badaling, približno 70 % mesta pa je goratega terena. Skozi dele mesta potekajo železnica Peking–Baotou, hitra cesta Badaling, nacionalna avtocesta 110 in hitra cesta Peking–Lhasa.

## Veliki zid
Del zidu Badaling je bil temeljito obnovljen in je bil ob odprtju leta 1957 prvi del zidu, ki je bil odprt za turiste. Danes območje obiščejo milijoni ljudi, neposredna okolica pa je bila deležna znatnega razvoja, vključno z gradnjo hotelov, restavracij in žičnice. Hitra cesta Badaling (八达岭高速公路, Bādálíng Gāosù Gōnglù) povezuje Badaling s Pekingom.
Ta del zidu pogosto služi kot kulisa za javne dogodke. Na primer, 24. februarja 1972 sta Richard Nixon in njegova žena obiskala to mesto med svojo zgodovinsko turnejo po Kitajski. Med olimpijskimi igrami leta 2008 sta Badaling in hitra cesta gostila zadnji krog cestne kolesarske dirke. Nekateri krogi proge so potekali skozi zid pri vratih.
Odsek Velikega zidu Badaling (pinjin: Wanli Changcheng - Badaling) je od leta 1961 na seznamu kulturnih spomenikov Ljudske republike Kitajske (1-101). 
UNESCO je leta 1987 Veliki zid razglasil za območje svetovne dediščine.
Ljudske pripovedke o odseku Velikega zidu Badaling (pinjin: Badaling Changcheng chuanshuo) so na seznamu nesnovne kulturne dediščine Ljudske republike Kitajske (št. 519). Leta 1994 so tukaj odprli muzej, posvečen različnim vidikom Velikega zidu.